# Mese (Italia)
Mese (Més in dialetto chiavennasco) è un comune italiano di 1 853 abitanti della provincia di Sondrio in Lombardia, situato in Valchiavenna nell'estremità nord-ovest della Lombardia.

## Storia
Stando ad alcuni ritrovamenti archeologici connessi a lavori di ampliamento della centrale idroelettrica effettuati verso il 1954, e di nuovo nel 1973, i primi insediamenti umani sul territorio di Mese risalgono al IV-III secolo a.C. Ma la prima menzione del toponimo Mese è documentata da una pergamena del 1016 relativa alla vendita di un massaricio. Per tutto il Medioevo i prati, i campi e le selve, furono coltivati da massari per conto di proprietari di Chiavenna, della pieve di San Lorenzo o di enti ecclesiastici di Como. Per questo Mese era chiamata anche Ultriro, terra oltre il Liro, rispetto a Chiavenna. La denominazione venne poi dimenticata con una graduale acquisizione di una identità di paese che ebbe come punti di riferimento le due chiese di San Mamete, documentata per la prima vota nel 1108, e di San Vittore, nel 1153.
Nel secolo XVI Mese si distinse dagli altri comuni della Valchiavenna per una consistente diffusione della riforma protestante fra i contadini residenti negli agglomerati verso il Liro. Fra i loro ministri ci tu anche Paganino Gaudenzio (morto a Pisa nel 1649), prima della sua conversione al cattolicesimo, dotto umanista e docente all'Università di Pisa, autore di una cinquantina di opere. Circa dieci famiglie evangeliche risiedettero a Mese anche dopo il trattato di Milano del 1639 che proibiva in Valchiavenna e Valtellina la professione di ogni culto che non fosse il cattolico.
Mese seguì sempre le sorti politiche del resto della valle e dell'attuale provincia di Sondrio. Dopo la dominazione grigione (1512-1620 e 1639-1797), fece parte della napoleonica Repubblica Cisalpina, poi Repubblica italiana e Regno d'Italia, e quindi, fino al 1859, del Regno Lombardo-Veneto, dal 1861 del Regno d'Italia sabaudo.
Fra il 1887 e il 1932 fu dominante la figura del parroco don Primo Lucchinetti, animatore culturale, promotore di iniziative a carattere economico (latteria sociale, cooperativa di consumo, società elettrica, innovazioni tecnico-agricole) e, soprattutto, fondatore di opere educative e assistenziali quali asilo infantile, assistenza domiciliare agli ammalati, ricovero di indigenti, ammalati e abbandonati, fondatore della Congregazione delle Pie Figlie della Sacra Famiglia che organizzarono e gestirono asili infantili in tutta la Valchiavenna, in vari comuni della provincia e nel Milanese.
Mese va famosa anche per la sua centrale idroelettrica, inaugurata nel 1927 alla presenza del principe ereditario al trono d'Italia Umberto II di Savoia, che al tempo fu ritenuta la più potente d'Europa.
Da oltre quarant'anni, collegata a Chiavenna con un nuovo ponte sul Liro, ha notevolmente aumentato il proprio patrimonio edilizio, accogliendo molte immigrazioni dai comuni della val San Giacomo e dai paesi limitrofi (soprattutto Menarola e Chiavenna).

### Simboli
Lo stemma e il gonfalone sono stati concessi con decreto del presidente della Repubblica del 20 ottobre 1961.
Stemma
Gonfalone

## Società

### Evoluzione demografica
Abitanti censiti

## Amministrazione
L'attuale sindaco del comune è Paolo Cipriani.
Mese è sede dell'istituto Sacra Famiglia fondato dal sacerdote don Primo Lucchinetti e fu residenza della mistica italiana Tomasina Pozzi.